# Кипруто, Винсент
Винсент Лимо Кипруто (англ. Vincent Kipruto Limo; род. 13 сентября 1987 года) — кенийский легкоатлет, который специализируется в марафоне. Серебряный призёр чемпионата мира 2011 года на марафонской дистанции с результатом 2:10.06.
В большом спорте дебютировал в 2008 году на Реймском марафоне, где занял третье место с результатом 2:08.16. Сезон 2009 года начал с четвёртого места на Эгмондском полумарафоне. В этом же году победил на Парижском марафоне с рекордом трассы — 2:05.47 — это рекорд трассы. После этого он выиграл пробег Giro di Castelbuono. Спортивный сезон завершил 3-м местом на Чикагском марафоне с результатом — 2:06:08. В 2010 году занял 3-е место на Роттердамском марафоне. Занял 3-е на Роттердамском марафоне 2011 года с результатом 2:05.33. 
Победитель марафона озера Бива 2013 года с результатом 2:08.34. 31 августа выиграл Лилльский полумарафон с личным рекордом — 1:00.39. 27 октября 2013 года стал победителем Франкфуртского марафона, показав время 2:06.15.
2 марта 2014 года занял 3-е место на марафоне озера Бива с результатом 2:09.54. 7 июня финишировал на 4-м месте на полумарафоне Ческе-Будеёвице с результатом 1:04.35.
26 октября занял 13-е место на Франкфуртском марафоне — 2:12.09.
2 января 2016 года стал победителем Сямыньского марафона — 2:10.18.